# نيل بوكانن
نيل بوكانن (بالإنكليزية: Neil Buchanan) من مواليد 11 أكتوبر 1961 هو مقدم برامج تلفازية إنكليزي وموسيقي، معروف ببرامجه على CITV عن برنامج هجوم الفن Art Attack، البرنامج الذي عرض منذ عام 1990 إلى 2007. وقد قدّم أيضًا برنامج الألعاب Finders Keepers منذ عام 1991 إلى 1996، وبرنامج It's a Mystery من 1996 إلى 2000 وقد أنتج وظهر في ZZZap! كفنان هاوٍ ذكي (1993 إلى 1998).

## روابط خارجية
- نيل بوكانن على موقع IMDb (الإنجليزية)
- نيل بوكانن على موقع ميوزك برينز (الإنجليزية)
- نيل بوكانن على موقع ديسكوغز (الإنجليزية)
- نيل بوكانن على موقع قاعدة بيانات الفيلم (الإنجليزية)